# Лосторф
Лосторф (нем. Lostorf) — коммуна в Швейцарии, в кантоне Золотурн. 
Входит в состав округа Гёсген. Население составляет 3702 человека (на 31 декабря 2007 года). Официальный код — 2493.

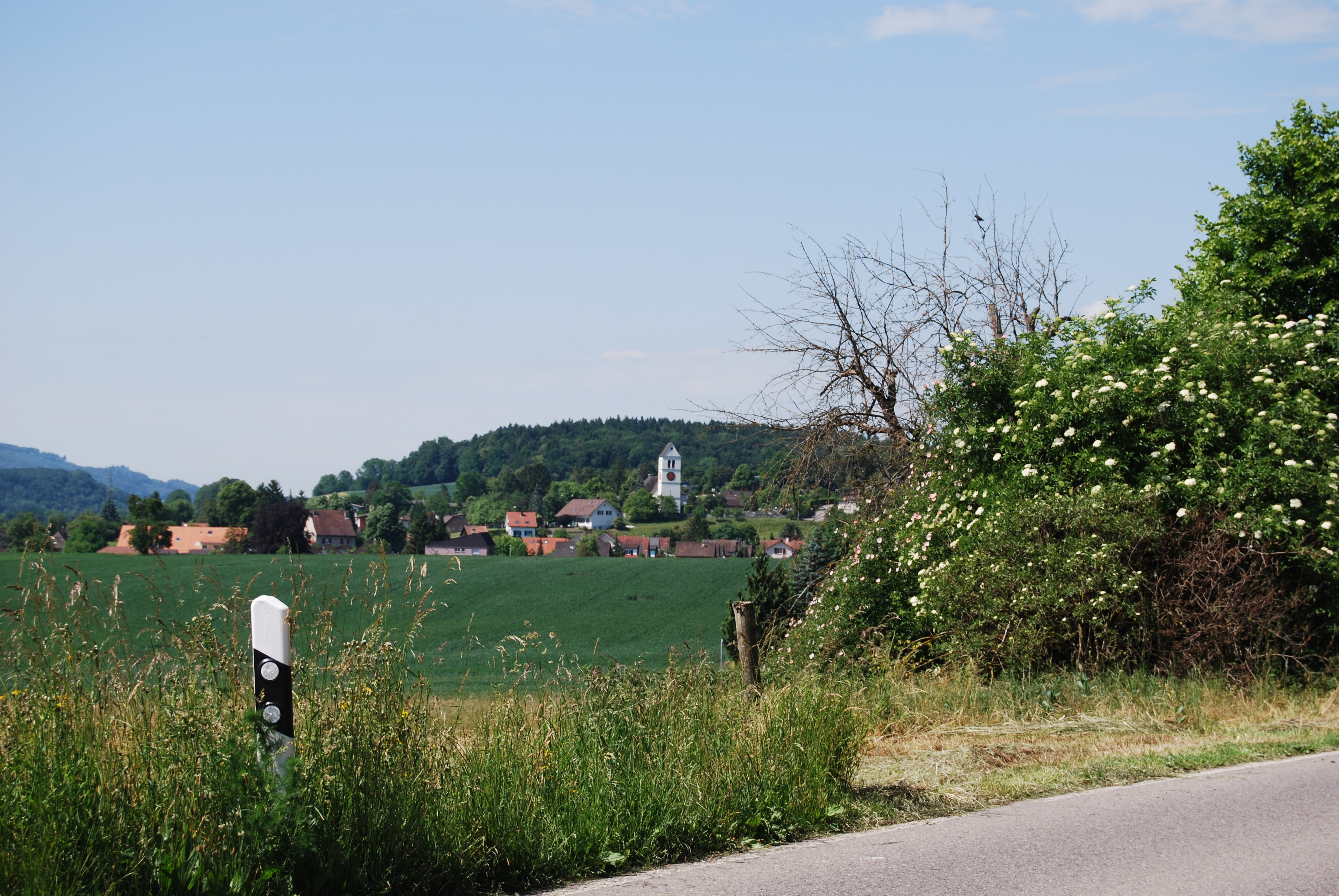
Лосторф